# Potpisani
Potpisani (dansk: Underskrevet) er en serbisk TV-serie fra 2007, 2008 og 2010 instrueret af Marko Kovac.  

## Episode liste
1. Telefoncentral [4]
2. Adgangskode
3. Tog [5]
4. Paya Shish-kebab
5. Mobilisering
6. Camp [6]
7. Krige reden / Nest Wars
8. Treger